# Crassaspis maculata
Crassaspis maculata är en insektsart som beskrevs av Ferris 1941. Crassaspis maculata ingår i släktet Crassaspis och familjen pansarsköldlöss. Inga underarter finns listade i Catalogue of Life.